# Афанасово (Ржевский район)
Афанасово — упразднённая деревня в Ржевском районе Тверской области России. Находилась на территории современного сельского поселения «Чертолино».

## География
Расположена деревня на юге области, в зоне смешанных лесов, в болотистой местности у реки Добрыня. Возле Афанасово находятся деревни Ельцово, Косарово.
Возле деревни вершина в 214 метров.

## История
В феврале 1942 года жителей Афанасово расстреляли фашисты.
Трагедия произошла с 5 на 6 февраля 1942 года. Накануне под мостом был обнаружен труп убитого немецкого офицера. В убийстве подозревали заведующую сельским клубом коммунистку Анну Фёдоровну Беляеву и её дочь Нюру. Утром в деревню вошли танки. Фашисты выгнали на мороз всех жителей деревни: женщин, детей, стариков и 10 советских солдат 29-й армии, укрывавших с ранениями в деревне. В ряду первых расстреляли председателя колхоза Александра Петровича Воинова и его жену Федосью Николаевну. Фашисты расстреляны семьи Беляевых, Лисичкиных, Балашовых, Крыловых — всего 66 человек. Деревню подожгли, из 75 дворов остались 4 дома. На следующий день оставшиеся в живых и жители из близлежащих деревень убирали трупы под дулами автоматов фашистов.
В мае 1986 года, ко Дню Победы, на автодороге Рига-Москва был открыт мемориальный комплекс в память о сожженных и расстрелянных оккупантами мирных жителях.
Упразднена в 2001 году.

## Транспорт
Просёлочные дороги.